# Passione (Neffa)
Passione è una canzone del cantante Neffa, scritta come tema principale del film Saturno contro del 2007, di cui Neffa ha curato l'intera colonna sonora.
La canzone ha vinto il Nastro d'argento alla migliore canzone originale.
Il videoclip prodotto per Passione è stato girato da Maria Sole Tognazzi e figura la partecipazione di gran parte del cast del film Saturno contro.

## Tracce
1. Passione
2. Passione (versione strumentale)

## Classifiche
| Classifica (2007) | Posizione più alta |
| ----------------- | ------------------ |
| Italia            | 7                  |